# Летние Сурдлимпийские игры 1939
V Международные игры глухих прошли в городе Стокгольме, столице Королевства Швеция. Игры проводились с 24 по 27 августа 1939 года, участие в них приняли 250 спортсменов из 13 стран.

## Виды спорта
Программа V Международных игр глухих включала 7 спортивных дисциплин (6 из которых индивидуальные, 1 — командная).

### Индивидуальные
- Лёгкая атлетика
- Велоспорт
- Плавание
- Прыжки в воду
- Теннис
- Пулевая стрельба

### Командные
- Футбол

## Страны-участницы
В V Международных игр глухих приняли участие спортсмены из 13 государств:
- Бельгия
- Великобритания
- Германия
- Дания
- Латвия
- Норвегия
- Польша
- Румыния
- США
- Финляндия
- Франция
- Швеция
- Эстония